# Lawrence H. Wasserman
Pour les articles homonymes, voir Wasserman.
Lawrence (Larry) H. Wasserman est un astronome américain qui travailla à l'observatoire Lowell jusqu'en 2007.
Le Centre des planètes mineures le crédite de la découverte de 323 astéroïdes, dont 230 avec un co-découvreur, faites entre 2000 et 2016.
L'astéroïde (2660) Wasserman porte son nom,.

## Astéroïdes découverts
| (27502) Stephbecca      | 3 mars 2000      |
| (71445) Marc            | 4 janvier 2000   |
| (81790) Lewislove       | 2 mai 2000       |
| (97631) Kentrobinson    | 3 mars 2000      |
| (152985) Kenkellermann  | 4 avril 2000     |
| (165192) Neugent        | 26 août 2000     |
| (168698) Robpickman     | 5 avril 2000     |
| (246345) Carolharris    | 10 novembre 2007 |
| (249061) Anthonyberger  | 10 novembre 2007 |
| (283277) Faber          | 13 août 2011     |
| (294402) Joeorr         | 11 novembre 2007 |
| (320942) Jeanette-Jesse | 5 avril 2008     |
| (326164) Miketoomey     | 24 mai 2001      |
| (328305) Jackmcdevitt   | 20 octobre 2006  |